# Такайшвили, Арли Акакиевич
Арли Акакиевич Такайшвили (груз. არლი აკაკის ძე თაყაიშვილი; 20 февраля 1931, Махарадзе, ЗСФСР, СССР — 15 июля 1972) — советский и грузинский писатель и сценарист, кандидат филологических наук (1962).

## Биография
Родился 20 февраля 1931 года в Махарадзе. После окончания средней школы поступил в Тбилисский государственный университет и после 5 лет учёбы был принят на работу в Институт языкознания АН Грузинской ССР, где он занимал должность научного сотрудника, одновременно с этим писал сценарии к кинематографу, всего было экранизировано лишь два сценария, а также писал рассказы.
Скорпостижно скончался 15 июля 1972 года.

## Фильмография

### Сценарист
- 1963 — Куклы смеются
- 1964 — Простите, вас ожидает смерть